# Carrie 2 – Die Rache
| Figur        | Darsteller       | Deutscher Sprecher |
| ------------ | ---------------- | ------------------ |
| Rachel Lang  | Emily Bergl      | Katrin Fröhlich    |
| Jesse Ryan   | Jason London     | Matthias Hinze     |
| Lisa Parker  | Mena Suvari      | Sonja Spuhl        |
| Sue Snell    | Amy Irving       | Traudel Haas       |
| Eric Stark   | Zachery Ty Bryan | Marius Clarén      |
| Monica Jones | Rachel Blanchard | Viola Scherff      |
| Mark Bing    | Dylan Bruno      | Florian Halm       |

Carrie 2 – Die Rache (Originaltitel The Rage: Carrie 2) ist die Fortsetzung von Carrie – Des Satans jüngste Tochter und kam 1999 unter der Regie von Katt Shea und Robert Mandel in die Kinos mit Rachel Lang in der Hauptrolle. Amy Irving kehrt in dieser Neuverfilmung in ihre Rolle aus dem Vorgängerfilm zurück.
Das Budget des Filmes betrug 21 Millionen US-Dollar und die Synchronfirma R.C. Production Rasema Cibic, Berlin, war verantwortlich für die deutsche Synchronisation.

## Handlung
Rachel Lang ist eine Außenseiterin an ihrer Schule und, was niemand ahnt, die Halbschwester von Carrie, die einst ein Blutbad anrichtete. Von ihren Mitschülern wird sie gehänselt. Als kleines Mädchen kam sie zu Pflegeeltern, da ihre leibliche Mutter wegen Schizophrenie in eine Heilanstalt eingeliefert wurde. Mit ihren Pflegeeltern kommt sie nicht gut klar, ihr einziger Halt ist ihr Hund Walther und ihre beste Freundin Lisa. Lisa begeht Suizid, indem sie sich vom Dach des Schulhauses stürzt, nachdem einer der Footballspieler sie nur ausgenutzt hat – er hat mit seinen Teamgefährten die Wette abgeschlossen, wer die meisten Frauen ins Bett bekommt. Da sie minderjährig war, müsste er wegen Verführung einer Minderjährigen angeklagt werden, aber der Bezirksstaatsanwalt verschleiert es wegen des politischen Einflusses der Familien der Footballspieler. Jesse, ebenfalls Mitglied des Footballteams, hat Schuldgefühle und versucht ernsthaft, mit Rachel anzubandeln, doch seine Freunde planen anderes. Jesse lernte Rachel durch einen Zufall kennen und auch lieben. Nur seinen Freunden und Teamkollegen ist Rachel ein Dorn im Auge. Da sie mit der Polizei bei der Aufklärung von Lisas Selbstmord kooperiert hat, weswegen sie Schwierigkeiten hatten, haben sie deshalb vor, auch Rachel Lang zu erniedrigen. Tracy Campbell, die ebenfalls auf Jesse steht, von ihm aber wegen Rachel abgewiesen wird, will ebenfalls ihre Rivalin leiden sehen. Sie schmiedet zusammen mit dem Footballteam und ihrer Freundin Monica einen Racheplan.
Monica soll sich mit Rachel anfreunden, damit diese sie zu einer Party von einem der Footballspieler mitnimmt, um sie gemeinsam zu erniedrigen. Da Jesse kurz vor der Party die Reifen von seinem Auto zerstochen werden und Rachel schon zur Feier mit Monica vorgefahren ist, wird er von Tracy mitgenommen. Diese hält allerdings bei sich zu Hause an, um sich umzuziehen.
Auf der Privatparty scheint es so, dass Rachel angekommen ist und die anderen sie wegen Jesse akzeptieren. Doch dann stellt sich dies schnell als fataler Fehler heraus. Es wird ein heimlich aufgenommenes Video von Rachel und Jesse gezeigt, das sie beim Sex zeigt. Zusätzlich enthüllen die Footballspieler die ganze Geschichte, wie es zu Lisas Tod kam. Die gedemütigte Rachel nimmt – wie einst Carrie – mithilfe ihrer telekinetischen Kräfte Rache und vernichtet die ganze Villa, indem sie einen Brand ausbrechen lässt und die Party-Gäste niedermetzelt. Tracy und Jesse treffen nach dem Massaker ein. Rachel tötet auch Tracy, da diese den ganzen Racheplan und die Demütigungen angestiftet hat. Kurz bevor Rachel auch Jesse wegen dessen vermeintlicher Demütigung umbringen will, hört sie im Video, wie Jesse ihr seine Liebe gesteht. Das kurze Glück wird durch einen herabstürzendes Deckenteil zerstört: Rachel wird darunter eingeklemmt. Der Versuch von Jesse, sie zu retten, scheitert; Rachel stirbt. Auch Sue, Schuldirektorin und ehemalige Klassenkameradin von Carrie White, die recht frühzeitig merkte, dass Rachel dieselbe Veranlagung hat wie Carrie und die durch Besuch bei Rachels Mutter herausfand, dass Rachel und Carrie Halbgeschwister sind, stirbt unbeabsichtigt durch deren Racheaktionen.
Ein Jahr danach sieht man Jesse am College in seinem Zimmer sitzen, wobei er von Rachel halluziniert. Er hat inzwischen ihren Hund Walther aufgenommen.

## Soundtrack
Der Soundtrack, der alle Lieder des Filmes beinhaltet, erschien am 12. März 1999. Der Titel Crazy Little Voices der Band Ra ist im Abspann zu hören.
1. Crazy Little Voices – Ra
2. Quick, Painless and Easy – Ivy
3. Resurrection – Fear Factory
4. Year of Summer – Paradise Lost
5. Low Down – 10 Watt Mary
6. Looking Down the Barrel – 5x Down
7. Die with Me – Type O Negative
8. Keep Sleeping –16Volt
9. Dark Love – Kate Shrock
10. Laughter Lines – Sack
11. The Slower I Go – L.A.X.
12. Sleep – Trailer Park Pam
13. Spark Somebody Up – Budda Monk

## Rezeption
Carrie 2 erhielt ein schlechtes Presseecho, was sich auch in den Auswertungen US-amerikanischer Aggregatoren widerspiegelt. So erfasst Rotten Tomatoes überwiegend kritische Besprechungen und ordnet den Film dementsprechend als „Gammelig“ ein. Laut Metacritic fallen die Bewertungen im Mittel „Gemischt oder Durchschnittlich“ aus.
Das Lexikon des internationalen Films schrieb, der Film sei „eine billige Genreproduktion, einfallslos inszeniert und hauptsächlich an Metzeleien interessiert. Das erzählerische Umfeld der blutigen Geschichte wird durch die üblichen Klischees gefüllt.“

„Mena Suvari fällt in einer schlechten Perücke vom Dach, viel unterhaltsamer wird dieser öde Horror-Aufguss nicht.“

Emily Bergl erhielt 2000 eine Nominierung für den Saturn Award in der Kategorie Best Performance by a Younger Actor/Actress.